# Hiệp hội các nhà phê bình phim người Mỹ gốc Phi
Hiệp hội các nhà phê bình phim người Mỹ gốc Phi (tiếng Anh: African-American Film Critics Association, viết tắt là AAFCA) là một nhóm các nhà phê bình phim người Mỹ gốc Phi xét duyệt và trao nhiều hạng mục giải thưởng khác nhau vào cuối năm cho các thành tựu điện ảnh nổi bật của năm đó.